# Croix discoïdales de Lavalette
Les croix discoïdales de Lavalette sont deux croix situées à Lavalette, en France.

## Localisation
Les deux croix sont situées de part et d'autre de la porte du cimetière, sur la commune de Lavalette, dans le département français de l'Aude.

## Historique
Ces croix sont inscrites au titre des monuments historiques en 1948.